# Веденское (Ярославская область)
Веденское — деревня в Даниловском районе Ярославской области. Входит в состав Дмитриевского сельского поселения.

## География
Находится в северо-восточной части Ярославской области на расстоянии приблизительно 13 км на юг по прямой от железнодорожного вокзала города Данилова, административного центра района.

## История
Деревня была отмечена еще на карте 1798 года. В 1859 году здесь (деревня Даниловского уезда Ярославской губернии) был учтен 21 двор, в 1898 — 17.

## Население
Численность населения: 111 человек (1859 год), 5 (русские 100 %) в 2002 году, 4 в 2010.